# アサシン
アサシン（Assassin）は、暗殺者、暗殺団、刺客という意味を指す英単語。語源は、ハシーシュ（大麻）、ハシシン老人、ハサス（原理）など諸説ある。語源については暗殺教団を参照。
元々の意味合いとしては、重要な人物を殺害した人物または団体を指す言葉である。歴史の文脈では the Assassins は11世紀から14世紀、大シリアにおいて十字軍やザンギー朝などの諸勢力に対し、暗殺を一つの手段として勢力を築いたイスラム教ニザール派を指すが、これに伴う逸話はほとんどが誤解や偏見による伝説である。同義に assassinator 、動詞形に assassinate などがある。また、 assassin bug という言葉もあるが、これは吸血昆虫のことを指す。
秘密結社としてのアサシンは、上述のごとくイスラム教イスマイル派から分離した分派・ニザール派であるが、ペルシアのコーラサン出身のハサン・サッバーフによって作られ、東方のイスマイル派と呼ばれた。